# John Brown (essayiste)
Pour les articles homonymes, voir John Brown (homonymie) et Brown.
John Brown, ministre anglican, né le 5 novembre 1715 à Rothbury (Northumberland), mort le 23 septembre 1766.

## Œuvres
John Brown a composé :
- un Essai sur la satire, en vers, 1750 ;
- une Appréciation des mœurs du temps, 1757, ouvrage qui, selon Voltaire, "ranima l'esprit public" ;
- une Histoire de la poésie, 1764 (traduite en français par Marc-Antoine Eidous) ;
- des tragédies ;
- des sermons et des écrits sur l'éducation ; ces derniers lui firent une telle réputation que Catherine II de Russie lui proposa de venir à Saint-Pétersbourg organiser les écoles, mais au moment de partir, il se coupa la gorge.

## Sources
Cet article comprend des extraits du Dictionnaire Bouillet. Il est possible de supprimer cette indication, si le texte reflète le savoir actuel sur ce thème, si les sources sont citées, s'il satisfait aux exigences linguistiques actuelles et s'il ne contient pas de propos qui vont à l'encontre des règles de neutralité de Wikipédia.